# Јулица (притока Кице)
Јулица (рус. Юлица) река је у Русији која протиче преко источних делова Мурманске области, односно њеног Кољског полуострва. Десна је притока реке Кице, у коју се улива на 20. километру њеног тока узводно од ушћа, и део басена Белог мора.
Укупна дужина водотока је 52 km, док је површина сливног подручја око 511 km².
Значајно је мрестилиште атлантског лососа.